# کونکونا سن شارما
کونکونا سن شارما (بنگالی: কঙ্কনা সেন শর্মা؛ زادهٔ ۳ دسامبر ۱۹۷۹) یک هنرپیشه اهل هند است. وی از سال ۲۰۰۰ میلادی تاکنون مشغول فعالیت بوده‌است.
از فیلم‌ها یا برنامه‌های تلویزیونی که وی در آن نقش داشته‌است می‌توان به صفحه ۳ اشاره کرد.
وی همچنین برنده جوایزی همچون جایزه فیلم‌فیر بهترین بازیگر نقش مکمل زن در سال ۲۰۰۶ و ۲۰۰۷ شده‌است.

## فیلم‌شناسی
فهرست برخی از فیلم‌هایی که کونکونا سن شارما در آنها به ایفای نقش پرداخته‌است:
- صفحه ۳
- ۸
- ایک تی دایان
- عینک آفتابی
- اومکارا
- آکیرا
- راست یا دروغ
- مهمان
- خوشبختی تصادفی
- بیا برقصیم
- روزی روزگاری جادوگری بود
- خانم و آقای آیر
- زندگی در مترو
- چی می‌شد اگه
- جاده مرگ
- قلب کبدی
- شمشیر
- ۱۵ خیابان پارک
- سگ‌ها
- داستان‌های عجیب
- مراسم خاکسپاری رامپراساد
- آمو